# 丹三郎屋敷
丹三郎屋敷（たんざぶろうやしき）は、東京都西多摩郡奥多摩町丹三郎にある茅葺民家である。青梅から吉野街道を奥多摩町中心部へ向かう途中、古里駅手前に所在する。

## 解説
江戸時代中期に建てられた木造平屋建の屋敷。長屋門は、歴史的価値を有し景観上重要であるとして東京都選定歴史的建造物に選定されている。
丹三郎という地名は、当地一帯を開発した原島丹三郎友連に由来する。原島氏は熊谷次郎直実の末流と称し、武蔵七党の一つ、丹党の出自である。武蔵国原島村（現在の埼玉県熊谷市）の出身で、南北朝動乱の際に新田義貞軍に味方し、新田軍が足利軍に敗れると原島村を追われて奥多摩に逃れた。丹三郎は文明8年（1476年）に生まれ、小田原北条氏に仕えつつ奥多摩の開拓に励み、当地に自らの名を冠した。丹三郎はまた大丹波（おおたば）、小丹波（こたば）も開拓したと伝えられる。